# Park Petra Bezruče (Bohumín)
Park Petra Bezruče, nazývaný také Bohumínský park, je městský park v části Nový Bohumín města Bohumín v okrese Karviná. Geograficky se také nalézá v nížině Ostravská pánev v Moravskoslezském kraji a v Horním Slezsku. Je to nějvětší městský park v Bohumíně, tvoří jej cca 1500 stromů a vzhledem ke své velikosti a významu bývá nazýván zelenými plícemi Bohumína.

## Historie a popis parku
Slezský zemský hejtman, rakouský hrabě Jindřich Larisch-Mönnich II. v roce 1886 zakoupil Bohumínské panství a založil v části bažinatého šunychelského lesa bažantnici. Bažantnice vznikla, protože hrabě miloval lov a také jako pás zeleně kolem průmyslových objektů Bohumína. Protože zastupitelstvo tehdejšího města Bohumína se rozhodlo postavit rakouskému císaři Františku Josefu I. pomník, tak hrabě daroval část své bažantnice městu Bohumínu. Část bažantnice byla tedy následně upravena a byl v ní založen anglický park. Základní kámen parku byl slavnostně položen v roce 1907 a je na svém místě dodnes u vstupu do parku u ulic Jana Palacha a Štefánikovy. V parku byla postavena dřevěná zahradní restaurace a dřevěný pavilon. Bronzový pomník císaři byl slavnostně odhalen dne 2. prosince 1908 a to přibližně v místech, kde se nachází nynější pomník českého básníka Petra Bezruče. Po vzniku Československa byl císařův pomník zničen. Postupně se začalo s přebudováním zbytku původní bažantnice, kterou v roce 1921 město Bohumín koupilo od Larisch-Mönnichů. Během druhé světové války vyhořela také zahradní restaurace. Po druhé světové válce, v části parku vzniklo minizoo s daňky, srnci, kozami, pávy a bažanty. Minizoo v roce 1958 zaniklo a zůstaly jen ptačí voliéry, které později zanikly také. Dne 15. září 1947 byl park pojmenován po básníku Petru Bezručovi (1867–1958), kdy u příležitosti jeho osmdesátin byla odhalena básníkova busta postavená na bludném balvanu z granitu. V roce 1964 bylo v parku postaveno moderní letní kino, v roce 1974 byl postaven nový pavilon (na místě starého pavilonu) a v roce 1984 byla na místě vyhořelé dřevěné restaurace postavena kavárna hvězdicového půdorysu. Po sametové revoluci se začaly budovat sportoviště a zábavný areál/hřiště pro děti Hobbypark. V roce 2005 byl postaven přírodní amfiteátr s obnoveným letním kinem a restaurací. Park, který je celoročně veřejně přístupný, slouží i ke kulturním, sportovním a společenským akcím. V parku, ve kterém jsou domácí i zahraniční dřeviny, byla také zřízena Naučná stezka parkem Petra Bezruče zaměřená na stromy a keře v parku a také cyklostezka a in-line stezka. Nachází se zde také pomník obětem 1. a 2. světové války. 

## Galerie

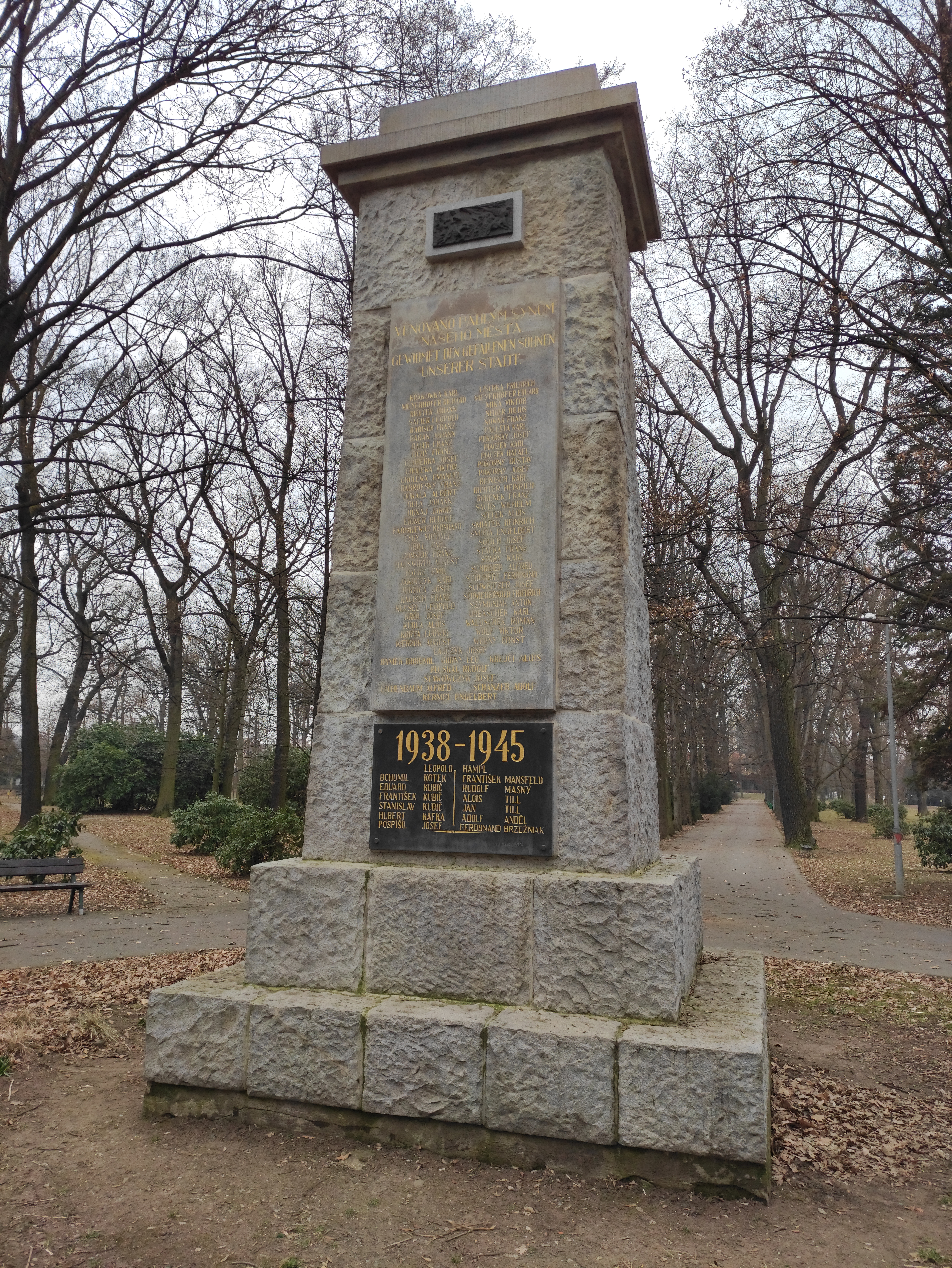
Pomník obětem 1. a 2. světové války
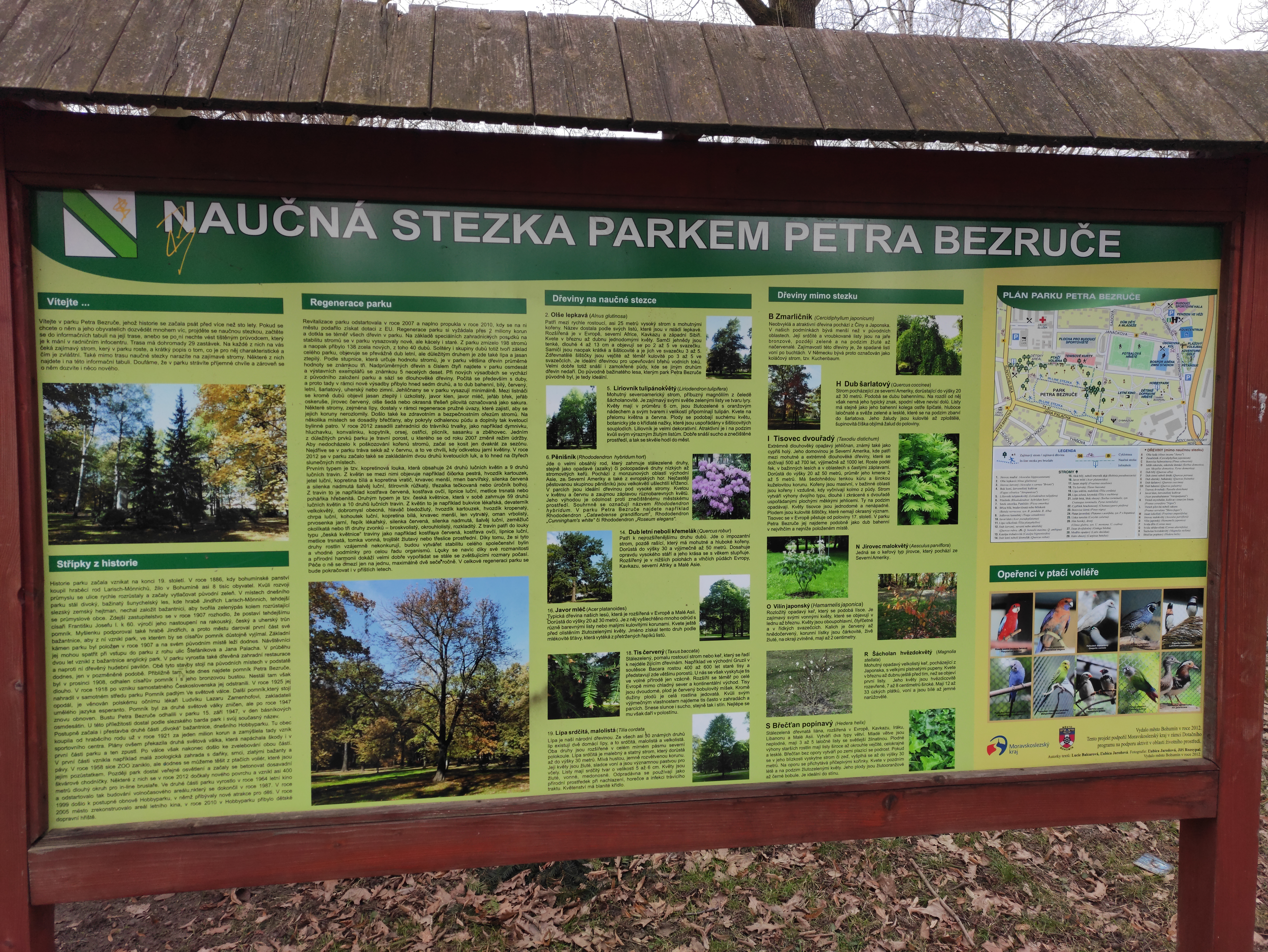
Naučná stezka parkem Petra Bezruče